# Диана Принс (Расширенная вселенная DC)
Диана из Фемискиры (англ. Diana of Themyscira), также известная под гражданским именем Диана Принс (англ. Diana Prince) и супергеройским титулом Чудо-женщина (англ. Wonder Woman) — персонаж Расширенной вселенной DC (DCEU), основанная на одноимённой героине DC Comics, созданной Уильямом Моултоном Марстоном и Г. Дж. Питером. Принс впервые появилась в фильме «Бэтмен против Супермена: На заре справедливости» (2016), где её роль исполнила Галь Гадот, а позже сыграла главную роль в следующих фильмах: «Чудо-женщина» (2017), «Лига справедливости» (2017), «Лига справедливости Зака Снайдера» и «Чудо-женщина 1984» (2020), а также ненадолго появилась в фильмах «Шазам! Ярость богов» (2023) и «Флэш» (2023), став одним из центральных персонажей DCEU. Выступление Гадот в роли Чудо-женщины, что стало первым воплощением персонажа в игровом кино, получило высокую оценку критиков.

## Разработка и изображение

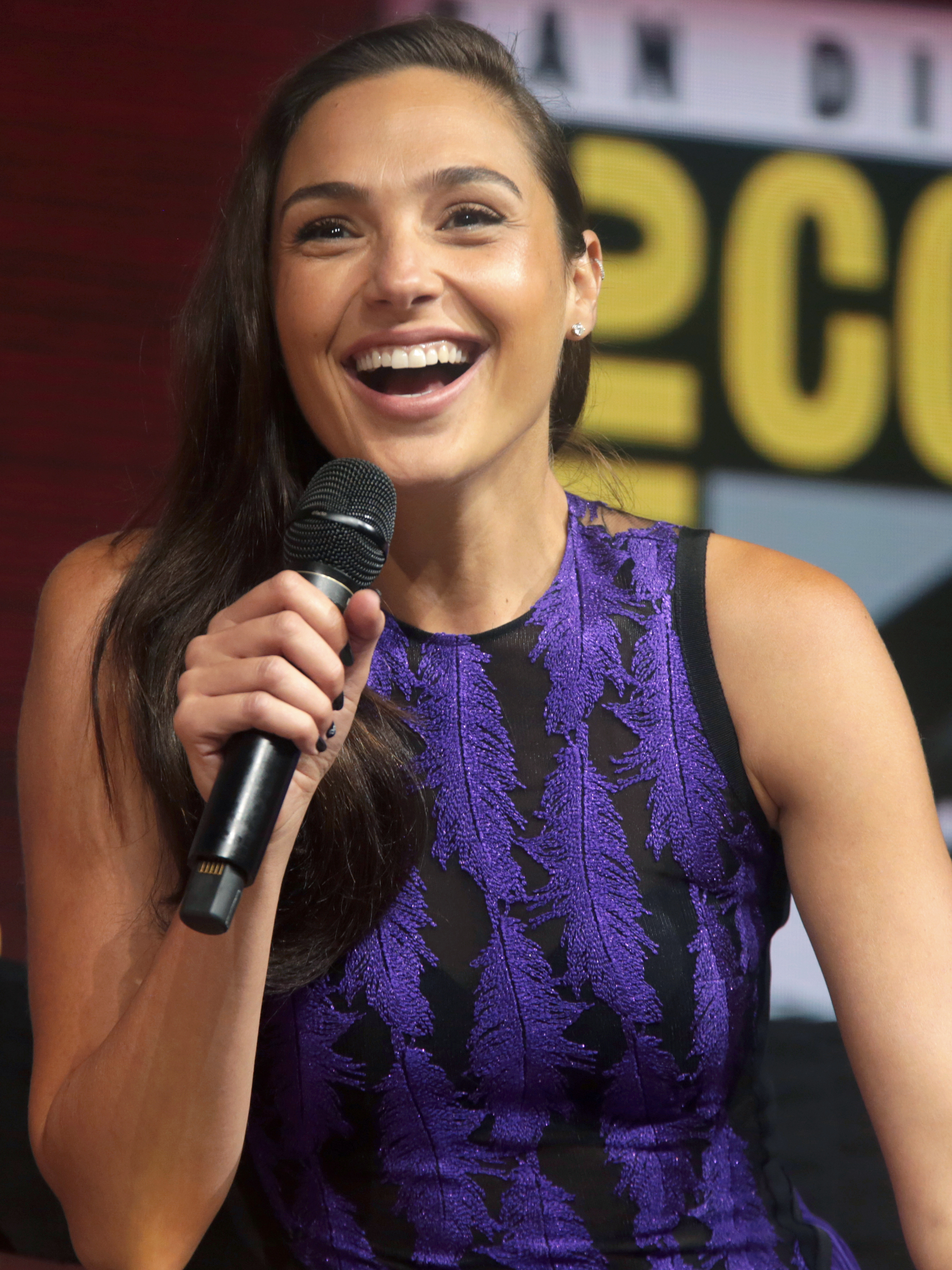
О кастинге Галь Гадот на роль Чудо-женщины режиссёр Зак Снайдер упомянул, что Гадот обладает «тем волшебным качеством, которое делает её идеальной для этой роли».

Несмотря на то, что она была одним из основных персонажей-супергероев DC Comics, Чудо-женщина не была показана в игровом кино до фильма «Бэтмен против Супермена: На заре справедливости» в 2016 году. Этот персонаж был главным героем телесериала «Чудо-женщина», который шёл с 1975 по 1979 год, где роль главной героини исполняла Линда Картер. До этого в 1974 году был выпущен телевизионный фильм с таким же названием, который является вольной адаптацией комиксов, где Кэти Ли Кросби сыграла другую версию Чудо-женщины. Тем не менее, персонаж был показан в шоу «Лига справедливости» и «Лига справедливости: Без границ» в Анимационной вселенной DC и фильмах в линейке Оригинальных анимационных фильмов вселенной DC, а также появился в «Лего. Фильме», где её роль озвучила Коби Смолдерс.
Разработка игрового фильма про Чудо-женщину началась ещё в 1996 году, к проекту были привлечены такие продюсеры и сценаристы, как Айван Райтман, Джон Коэн, Джоэл Сильвер, Тодд Олкотт, Леонард Голдберг и Джосс Уидон. Ходили слухи, что на главную роль претендовали такие актрисы, как Сандра Буллок, Мэрайя Кэри, Кэтрин Зета-Джонс и Люси Лоулесс. Фильм, посвященный Чудо-женщине во время Второй мировой войны, произвёл впечатление на руководителей Silver Pictures, но Сильвер не хотел, чтобы фильм был исторической драмой, несмотря на покупку сценария, чтобы предотвратить возврат кинематографических прав на Чудо-женщину.
К 2013 году, когда Warner Bros. выпустила «Человека из стали», студия раскрыла идею того, что этот фильм создают общую кинематографическую вселенную, чтобы конкурировать с той, которую создала Marvel Comics. В дополнение к проверенным персонажам, таким как Бэтмен и Супермен, студия в очередной раз рассматривала адаптирование Чудо-женщины, наряду с другими персонажами, такими как Аквамен. Президент DC Entertainment Дайан Нельсон сказала, что Чудо-женщина «была, с тех пор как я начала, одним из трёх главных приоритетов для DC и Warner Bros. Мы всё ещё пытаемся прямо сейчас, но она непростая».

### За кадром
Израильская актриса Галь Гадот получила роль Дианы Принс / Чудо-женщины в фильме «Бэтмен против Супермена: На заре справедливости» режиссёра Зака Снайдера, ранее отказавшись от роли Фаоры-Ул в «Человеке из стали» из-за беременности. По данным журнала «Empire», Гадот получила эту роль после кинопроб с актёром Бэтмена Беном Аффлеком против четырёх других актрис. Как и Аффлек, кастинг Гадот поначалу был воспринят не очень хорошо, так как многие сочли её слишком «стройной» для роли Чудо-женщины. Готовясь к роли, Гадот соблюдала диету и режим тренировок, практиковала различные боевые искусства и набрала 17 фунтов мышечной массы.
О кастинге Гадот на роль Чудо-женщины Снайдер сказал: «Чудо-женщина, возможно, один из самых сильных женских персонажей всех времён и любимица фанатов во Вселенной DC. Галь не только потрясающая актриса, но и обладает тем волшебным качеством, которое делает её идеальной для этой роли». В 2015 году Пэтти Дженкинс приняла предложение стать режиссером фильма «Чудо-женщина», основанного на сценарии Аллана Хайнберга и истории, написанной в соавторстве с Хайнбергом, Заком Снайдером, Джеффом Джонсом и Джейсоном Фьюксом. Дженкинс работала с Гадот над фильмом «Чудо-женщина», который в конечном итоге был задуман как приквел к первому появлению Чудо-женщины в фильме «Бэтмен против Супермена», поместив её в 1910-е годы и Первую мировую войну (решение, которое отличается от её происхождения из комиксов как сторонницы Союзников во время Второй мировой войны).

#### Конфликт из-за пересъёмок «Лиги справедливости»
Спустя годы после выхода театральной версии «Лиги справедливости» Галь Гадот призналась, что ей было неудобно снимать несколько сцен во время пересъёмок, отказавшись сниматься в кадре, в котором Барри Аллен поскользнулся и упал на грудь Чудо-женщины во время битвы у Гавани Готэма, и вместо этого используя дублёра тела. Это и сообщение о поведении сменного режиссёра Джосса Уидона на съемочной площадке привело к спору, когда Уидон якобы угрожал сделать карьеру Гадот «ничтожной», но после того, как она быстро сообщила об Уидоне руководству студии, с ситуацией «разобрались». Гадот была одной из нескольких актёров фильма, включая актёра Киборга Рэя Фишера, актёра Бэтмена Бена Аффлека, актёра Аквамена Джейсона Момоа и актрису Айрис Уэст Кирси Клемонс, которые жаловались на работу с Уидоном во время пересъёмок.
«Лига справедливости Зака Снайдера», режиссёрская версия фильма, не включает в себя сцены, добавленные в театральную версию, которые, возможно, объективизировали персонажа, включая спорную сцену с Барри Алленом. В целом, в то время как многие сцены с Дианой схожи между двумя версиями фильма, некоторые реплики и нюансы Дианы даны в разных контекстах, а режиссёрская версия фильма демонстрирует её боевые навыки более глубоко, чем театральная версия.
«Вы знаете Чудо-женщину; она потрясающая. Я люблю всё, что она представляет, и всё, за что она выступает. Она — воплощение любви, сострадания, правды, справедливости и равенства, и в ней много женского. Для меня было важно, чтобы она была близка к людям».

### Характеризация и темы
Чудо-женщина обладает экстраординарными сверхспособностями, и о ней также говорят, она самый сильный герой в мире. Диана — добрый, любящий, сострадательный и волевой человек, которая, будучи изначально несколько наивной, стала ещё мудрее за время, проведённое в мире людей. Как ярый сторонник равенства, она борется за то, во что верит, и в целом за улучшение человечества через любовь и взаимопонимание, как учили её мать и другие амазонки. Однако, в дополнение к своей общей готовности к сопереживанию, Диана также чрезвычайно дружелюбна и может отстраниться, наслаждаясь небольшими моментами в жизни, что видно по её полному восторгу от того, что она впервые попробовала мороженое в «Чудо-женщине» и согласию с Суперменом (с которым, вплоть до событий «Лиги справедливости», она почти что не разговаривала) о том, что он не упустил положительных результатов их победы над Степным Волком. Даже при всей своей доброте, сострадании и сопереживании Диана в глубине души остаётся воином, и когда кто-то, кто ей дорог, страдает, она становится гораздо более неумолимой и безжалостной.
Несмотря на то, что Стив Тревор был главным любовным интересом Чудо-женщины, как и в комиксах, в фильмах намекали на взаимный интерес между Дианой и Брюсом Уэйном / Бэтменом, и критики отмечали их химию.
Гадот описывает свою героиню как обладательницу «многих сильных сторон, но, в конце концов, она женщина с большим эмоциональным интеллектом». Описывая сострадание Чудо-женщины, Гадот заявила: «Это всё её сердце — в этом её сила. Я думаю, что женщины удивительны тем, что могут показать, что они чувствуют. Я восхищаюсь женщинами, которые это делают.» Гадот также заявила: «Я не хочу, чтобы люди думали, что она идеальна», далее объяснив: «Она может быть озорной». О том, что Диана покидает Фемискиру, мистический остров, населенный только женщинами, и отправляется в мир в «Чудо-женщине», Гадот заявила: «Когда Диана попадает в реальный мир, она совершенно забывает о гендере и правилах общества, о том, что женщины не равны мужчинам».
Описывая свою роль в «Бэтмене против Супермена», Гадот сказала: «В этом фильме вы получите представление о том, кто такая Чудо-женщина — её вводят во вселенную DC Comics. Но мы говорили о её сильных сторонах, её внешности, её отношении. Почему она так себя ведёт?» В сцене битвы Чудо-женщины с Думсдэем Гадот заявила: "Я помню, как после того, как мы сделали этот дубль, Зак подошёл ко мне и сказал: «Ты только что ухмыльнулась?» Я сказала: «Да.» И он спросил: «Почему? Я думаю, мне это нравится, но почему?» «Ну, если он собирается связываться с ней, то и она будет связываться с ним. И она знает, что победит.» В конце концов, Чудо-женщина — искательница мира. Но когда приходит время драки, она может драться. Она воин, и она наслаждается адреналином боя".

#### Доспехи и снаряжение
Доспехи Дианы, начиная с «Бэтмена против Супермена: На заре справедливости», состоят из красного бронированного бюстье, синей кожаной гладиаторской юбки, тиары и сапог до колен на высоких каблуках, и эти доспехи вдохновили редизайн основной версии Чудо-женщины в комиксах после DC Rebirth. Наряду со своими браслетами, которые действуют как наручи, создающие чистую сотрясающую силу, и лассо, Диана сражается с мечом и щитом во всех своих появлениях в кино, кроме «Чудо-женщины 1984». Сам меч в «Бэтмене против Супермена» украшен цитатой Джозефа Кэмпбелла, выбранной Заком Снайдером: «Жизнь постоянно убивает жизнь, и поэтому богиня убивает себя, принося в жертву своё собственное животное».
По словам режиссёра «Чудо-женщины» Пэтти Дженкинс и художника по костюмам Линди Хемминг, доспехи, как и у других амазонок, были созданы для того, чтобы подчеркнуть их воинскую натуру, но при этом иметь в виду и женственность. Дженкинс уточняет: «По-моему, они не должны быть одеты в доспехи, как мужчины. Всё должно быть по-другому. Она должна быть подлинной и реальной… и привлекательной для женщин.» Когда её спросили о решении дать амазонкам босоножки на каблуке, Дженкинс объяснила, что у них также есть балетки для драк, добавив: «Это полное исполнение желаний… Я, как женщина, хочу, чтобы Чудо-женщина была сексуальной, чертовски горячей, круто сражалась и в то же время выглядела великолепно… точно так же, как мужчины хотят, чтобы у Супермена были смехотворно огромные грудные мышцы и непрактично большое тело. Это заставляет их чувствовать себя героями, которыми они хотят быть. А у моего героя, по-моему, действительно длинные ноги».

## Биография персонажа

### Дни на Фемискире

Лилли Аспелл в роли молодой Дианы, как показано в фильме «Чудо-женщина 1984»

Диана родилась у королевы Ипполиты около 3000 года до н. э. на скрытом острове Фемискира, где жили амазонки, женщины-воины, созданные Зевсом для защиты человечества. Ипполита рассказывает Диане их историю, в том числе о том, как Арес позавидовал человечеству и организовал его уничтожение. Когда другие боги попытались остановить его, Арес убил всех, кроме Зевса, который использовал остатки своей силы, чтобы ранить Ареса и заставить его отступить. Перед смертью Зевс оставил амазонкам оружие, «Убийцу богов», чтобы подготовить их к возвращению Ареса. Ипполита неохотно соглашается позволить своей сестре, генералу Антиопе, тренировать Диану как воина.
В возрасте 12 лет Диана участвует в забеге во время амазонского спортивного мероприятия. Она использует кратчайший путь к финишу, но её ловит Ипполита. Ипполита рассказывает Диане о пагубных последствиях жульничества.

### Участие в Первой мировой войне
В 1918 году Диана, теперь уже молодая женщина, спасает капитана Стива Тревора, пилота Американского экспедиционного корпуса, после того, как его самолет терпит крушение у берегов Фемискиры. Вскоре на остров вторгается десантный отряд немецкого крейсера, преследующего Тревора. Амазонки вступают в бой и убивают всех немецких моряков, но Антиопа погибает, перехватив немецкую пулю, предназначенную Диане. Допрошенный с помощью Лассо Гестии, Тревор раскрывает, что во внешнем мире бушует Первая мировая война и что он шпион Союзников. Он украл записную книжку с ценной информацией у испанского главного химика Изабель Мару, которая пытается создать более смертоносную форму иприта по приказу генерала Эриха Людендорфа. Полагая, что Арес несёт ответственность за войну, Диана вооружается мечом «Убийцей богов», щитом, лассо и своими доспехами и отправляется в одиночку, вопреки своей матери, чтобы остановить Ареса и положить конец войне. Она освобождает Тревора и немедленно покидает с ним Фемискиру, чтобы найти и уничтожить Ареса.
Они вдвоём прибывают в Лондон, и Диану знакомят с Эттой Кэнди, секретаршей Тревора. Она помогает Диане приобрести современную одежду, чтобы она могла лучше вписаться в общество и сохранить свою анонимность. Тревор и Диана доставляют записную книжку Мару в Высший военный совет, где Патрик Морган пытается договориться о перемирии с Германией. Диана переводит заметки Мару, раскрывая, что немцы планируют выпустить смертоносный газ на Западном фронте. Несмотря на запрет своего командира действовать, Тревор, при тайном финансировании Моргана, вербует марокканского шпиона Самира, шотландского стрелка Чарли и индейского контрабандиста Вождя Напи, чтобы помочь предотвратить выброс газа. По предложению Тревора Диана берёт фамилию «Принс», чтобы лучше вписаться в общество. Когда группа приближается к окопам, Принс, не желая видеть страдания мирных жителей, вторгается на ничейную землю и освобождает близлежащую деревню Вельд с помощью группы и союзных сил. Команда ненадолго празднует, фотографируясь в деревне, где Принс и Тревор влюбляются друг в друга.
На следующее утро Принс игнорирует совет Тревора остаться с Чарли и Напи и разведать окрестности. Она также проникает в замок после того, как вывела из строя аристократическую немку и украла её платье в качестве маскировки. Она встречает Людендорфа, которого она принимает за смертную личину Ареса, и планирует убить его, прежде чем Стив вмешается и помешает ей сделать это, опасаясь, что их прикрытие будет раскрыто и приведёт к их смерти тоже. Затем Людендорф стреляет новым газом по боевым порядкам из артиллерийского орудия в дома замка. Придя в ужас от действия газа, Принс обвиняет Тревора в том, что он позволил этому случиться в результате того, что оставил Людендорфа в живых. Принс противостоит и сражается с Людендорфом, который подкрепляет свои силы, употребляя эликсир, добытый Мару. Она убивает его, но приходит в замешательство и разочаровывается, когда его смерть не останавливает войну.
Появляется Морган и раскрывает, что он является Аресом. Когда Принс пытается убить Ареса мечом «Убийцей богов», он уничтожает его, говоря Диане, что, как дочь Зевса и Ипполиты, она сама является «Убийцей богов». Он умоляет её помочь ему уничтожить человечество, чтобы восстановить рай на Земле, но она отказывается. Арес пытается направить гнев и горе Принс из-за смерти Тревора, убеждая её убить Мару, но воспоминания о её опыте с Тревором заставляют её понять, что в людях есть добро. Она щадит Мару и направляет в него молнию Ареса, уничтожая его навсегда.

### Холодная война
В 1984 году Принс работает в Смитсоновском музее археологом, одновременно действуя в качестве Чудо-женщины, а её новая коллега Барбара Энн Минерва начинает завидовать Диане. Энн Минерва и Принс помогают ФБР идентифицировать некоторые предметы антиквариата, украденные во время ограбления, сорванного Чудо-женщиной, замечая, что один предмет, Камень грёз, содержит латинскую надпись, утверждающую, что он исполняет одно желание владельца.
Минерва хочет стать похожей на Принс, но приобретает те же сверхспособности, в то время как Принс неосознанно желает, чтобы Тревор был жив, воскрешая его в теле другого человека; они воссоединяются на гала-концерте в Смитсоновском институте. Однако только Принс может видеть в нём Тревора. Минерва, Принс и «Тревор» обнаруживают, что Камень грёз был создан Долосом / Мендациусом, богом лжи, предательства, обмана и озорства, также известным как Герцог Обмана. Он исполняет желание пользователя, взимая плату, если только он не откажется от своего желания или не уничтожит камень.
Узнав от президента США о спутниковой системе, которая транслирует сигналы по всему миру, Максвелл Лорд, чьи способности приводят к ухудшению состояния его тела, планирует глобально исполнять желания, чтобы украсть мощь и жизненную силу у зрителей и восстановить свое здоровьё. Принс и «Тревор» противостоят ему в Белом доме, но Минерва, теперь объединившаяся с Лордом, побеждает Принс, сбегая с Лордом на самолёте морской пехоты Marine One. Отказавшись от своего желания и освободив «Тревора», Принс надевает доспехи Астерии и сражается с Минервой, которая превратилась в существо, похожее на гепарда. После жестокого поединка Принс бросает Гепарду в озеро и бьёт её электрическим током, а затем вытаскивает её оттуда.
Она противостоит Лорду и использует своё Лассо Истины, чтобы общаться с миром через него, убеждая всех отказаться от своих желаний, затем показывает Лорду видения его собственного несчастливого детства и его сына Алистера, который отчаянно ищет своего отца среди хаоса. Макс отказывается от своего желания и воссоединяется с Алистером. На Рождество Диана встречает мужчину, в чьём теле находился Тревор.

### Троица
В 2015 году Принс посещает гала-концерт, организованный Лексом Лютором, где с ней встречается Брюс Уэйн. Они оба охотятся за зашифрованной информацией из системы Лютора, и Принc захватывает устройство дешифрования, которое устанавливает Уэйн, но когда Принс не может извлечь данные из устройства, она передаёт его Уэйну, который позже обнаруживает, что файлы содержат информацию о металюдях, одним из которых оказывается Принс.
Услышав о битве Супермена и Бэтмена с Думсдэем в Готэм-Сити, Принс отказывается от полёта обратно на свою работу во Францию и присоединяется к двум героям в их борьбе с монстром. Чудо-женщина отрезает руку существа и удерживает его с помощью своего лассо, в то время как Бэтмен оглушает его, позволяя Супермену убить монстра с помощью криптонитового копья ценой собственной жизни. Тронутая самопожертвованием Супермена, Принс позже посещает его похороны вместе с Уэйном, который приглашает её помочь ему завербовать других металюдей, чтобы объединиться.

#### Последствия
Некоторое время спустя Уэйн встречается с Принс, отправляя ей посылку, содержащую личную записку и фотопластинку 1918 года, на которой она изображена с Тревором и другими бойцами Первой мировой войны, которую Лютор ранее использовал в попытке шантажировать её. Принс вспоминает о своём прошлом, глядя на посылку. Она отправляет электронное письмо Уэйну с благодарностью за то, что он вернул фотопластинку с изображением её и Тревора.

### Формирование Лиги справедливости

#### Театральная версия
В 2017 году Чудо-женщина останавливает террористический заговор с целью взрыва бомбы в Олд-Бейли в Лондоне. Увидев новостной репортаж, в котором показан сигнальный огонь, горящий в Святилище амазонок в Греции, Принс понимает, что её мать отправила сообщение с Фемискиры, чтобы предупредить её о надвигающемся вторжении. Затем она встречается с Уэйном в Готэме, объясняя историю первого вторжения на Землю силами Апоколипса. В то время как Уэйн ищёт Артура Карри и Барри Аллена, Принс выслеживает неуловимого Виктора Стоуна.
Стоун поначалу не решается присоединиться к команде, несмотря на то, что предоставил Принс некоторую информацию, но позже присоединяется, когда Степной Волк похищает его отца и нескольких других сотрудников S.T.A.R. Labs в попытке вернуть последний Материнский куб. Команда спасает сотрудников и забирает последний Материнский куб во время битвы, прежде чем прибывает Аквамен и спасает их от наводнения. Осознав потенциал Материнского куба, Уэйн решает, чтобы команда использовала его для воскрешения Супермена, в то время как Принс и Карри выражают скептицизм. Аллен и Стоун эксгумируют тело Кларка Кента, и команда успешно воскрешает его на объекте, использовавшемся для создания Думсдэя, но Супермен, потерявший память, нападает на группу после того, как Киборг случайно запускает в него ракету. Во время сражения Степной Волк забирает последний Материнский куб у группы, так как он был оставлен без присмотра. Когда Супермен уходит с Лоис, чтобы вернуть свои воспоминания, пятеро других героев восстанавливают силы в Бэтпещере. Принс ухаживает за ранами Уэйна, когда они извиняются за несколько резких слов в адрес друг друга ранее.
Когда группа летит в российскую деревню, чтобы помешать Степному Волку объединить все Материнские кубы и терраформировать Землю, Бэтмен решает возглавить самоубийственную атаку, чтобы отвлечь Степного Волка, в то время как Чудо-женщина ведёт остальных к Материнским кубам в попытке дать Киборгу возможность разделить их. План в конечном счёте проваливается, но прибывает Супермен, спасая Киборга от убийства Степным Волком и помогая Аллену эвакуировать жителей деревни. Степной Волк в конечном счёте терпит поражение, поскольку Супермен замораживает его топор своим ледяным дыханием, в то время как Чудо-женщина разбивает его вдребезги. Охваченный страхом, Степной Волк подвергается нападению своих собственных парадемонов, когда все они телепортируются обратно на Апоколипс. После победы команды Принс и Уэйн решают расширить деятельность команды, которая теперь называется Лига справедливости, и Диана начинает более открыто выступать в роли Чудо-женщины.

#### Режиссёрская версия
Чудо-женщина успокаивает школьниц, взятых в заложники террористической группировкой в Лондоне, и исследует туннели под Святилищем амазонок, чтобы найти изображения первого вторжения на Землю Апоколипса во главе с Дарксайдом. Она голосует за воскрешение Супермена, после чего присоединяется к Аллену и Стоуну вместе с Карри, чтобы выкапать трупа Кларка Кента. Принс и Карри говорят об историческом соперничестве между амазонками и атлантами, отвергая его, но обнаруживая, что у них больше общего, чем ожидалось.
Показано, что в мастерстве рукопашного боя она не уступает Степного Волка, хотя он манипулирует её эмоциями, ложно утверждая, что он убил её мать. После того, как Супермен одолевает Степного Волка, а Аквамен пронзает его насквозь после разделения Материнских кубов, Чудо-Женщина обезглавливает Нового Бога после того, как Супермен бросает его обратно через стреловую трубу, а его бестелесная голова и труп приземляются к ногам Дарксайда обратно на Апоколипс. В последний раз Диану видели смотрящей в сторону Фемискиры, когда она размышляла о своих товарищах-амазонках.

### Вторжение Бабочек
Некоторое время спустя Диана вместе с Флэшем, Суперменом и Акваменом вызваны Амандой Уоллер, чтобы помочь линчевателю Миротворцу в борьбе с группой инопланетян-паразитов под названием Бабочки, но команда прибывает слишком поздно, чтобы помочь. Миротворец утверждает, что познакомился с Чудо-женщиной на вечеринке.

### Встреча с Шазамом
Диана узнаёт о Билли Бэтсоне / Шазаме и о том, через что ему пришлось пройти, вследствие чего прибывает в королевство Антеи и восстанавливает посох волшебника, наделяя его своей силой. Затем Принс использует посох, чтобы вернуть Билли к жизни.

### Противостояние Элу Фальконе
Принс появляется, чтобы спасти Бэтмена и Эла Фальконе с помощью Лассо Истины, после чего встречает Флэша. Когда Аллен, спасая свою мать, изменяет вселенную, Принс пропадает. Позже он отменяет большинство своих изменений, осознав последствия спасения матери.

## Альтернативные версии

### Победа Степного Волка
В «Лиге справедливости Зака Снайдера» Диана и остальные члены Лиги справедливости убиты единством Материнских кубов. Эта версия событий стирается, когда Барри Аллен входит в Спидфорс и обращает время вспять.

### Реальность Кошмара
В видениях, полученных Виктором о реальности, где Дарксайд побеждает, Диана погибает в битве во время захвата Земли Дарксайдом, и её кремируют амазонки.

## Другие появления

### «Saturday Night Live»
Гадот повторила свою роль Дианы / Чудо-женщины в неканонической пародии в рамках программы Saturday Night Live в октябре 2017 года. Две героини-лесбиянки, которых изображают Кейт Маккиннон и Эйди Брайант, терпят кораблекрушение на Фемискире и сталкиваются с Дианой, которая целуется с персонажем Маккиннон. Это было сделано в качестве отсылки к комиксам, где Чудо-женщина время от времени изображалась бисексуалкой, хотя этот персонаж ещё не был охарактеризован как таковой в DCEU.

### Реклама
Клипы Гадот в роли Чудо-женщины, показанные в фильме «Чудо-женщина 1984», показаны в рекламе DirecTV 2021 года вместе с профессиональной теннисисткой Сереной Уильямс, причём Уильямс была вставлена в фильм в костюме Чудо-женщины после того, как клиент непреднамеренно объединил две фигуры на экране своего телевизора.

### Видеоигры
Чудо-женщина Гадот появляется в виде скинов в мобильной версии видеоигр Injustice: Gods Among Us и Injustice 2. Она также фигурирует в качестве персонажа в наборе DC Movie Pack для Lego DC Super-Villains.

## Реакция

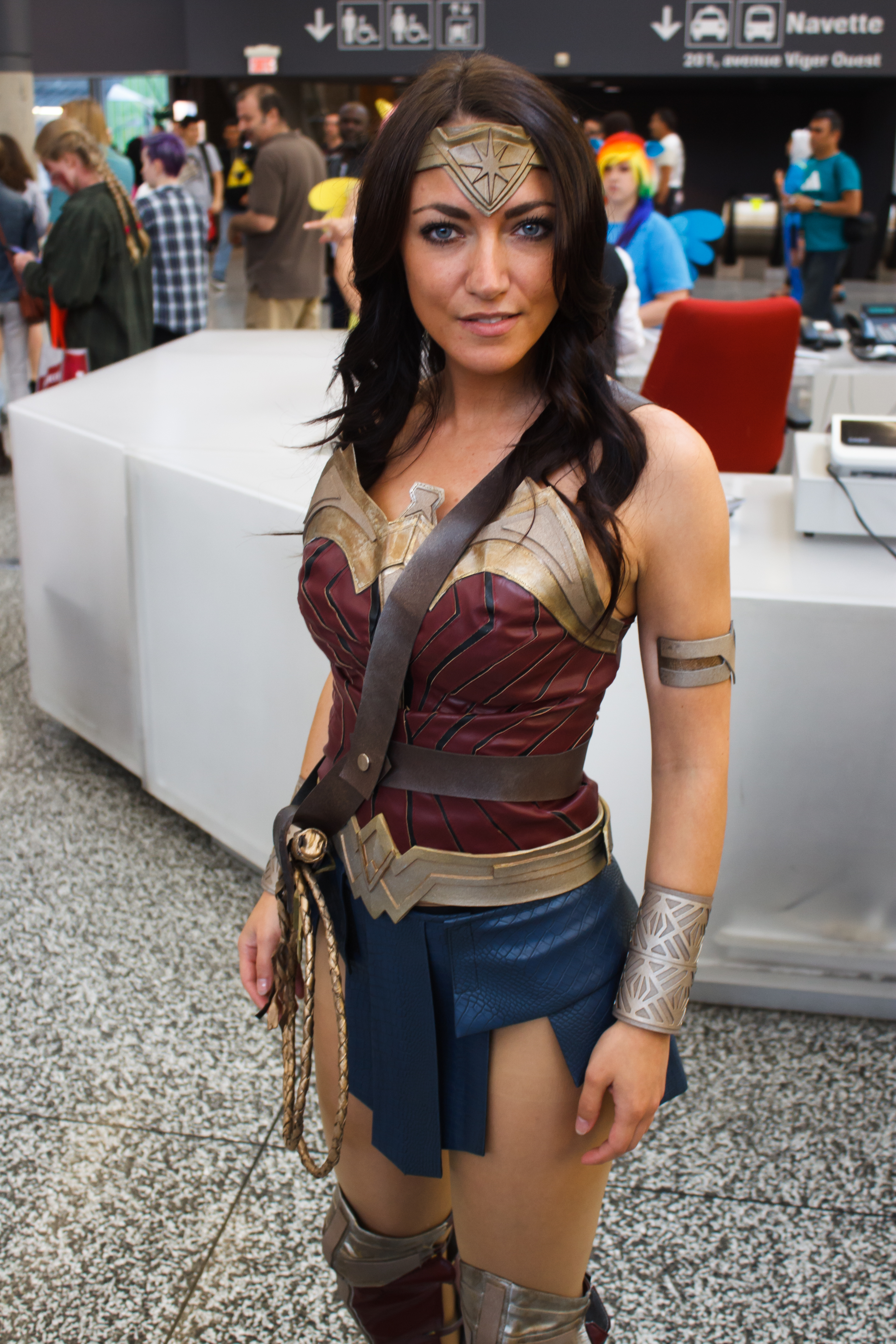
Косплеер в костюме Чудо-женщины Галь Гадот на Монреальском Comiccon 2016

После появления Чудо-женщины в фильме «Бэтмен против Супермена» Джордан Хоффман из «The Guardian» в неоднозначной рецензии на фильм отметил, что игра Гадот была «лучшей вещью в фильме». Синтия Фьюкс из PopMatters добавила в аналогичной рецензии на фильм, что «Чудо-женщина остаётся самой захватывающей историей „Бэтмена против Супермена“ именно потому, что она нерассказана».
В «Чудо-женщине» игра Гадот получила в основном положительные отзывы критиков, как и фильм в целом. Критики высоко оценили её химию с коллегой по фильму Крисом Пайном и оптимистичный и беззаботный взгляд на персонажа, в отличие от других персонажей DCEU на тот момент. Элиза Йост из Moviepilot особо отметила, что «роль Гадот в „Чудо-женщине“ — один из тех уникальных случаев, когда актёр сливается с историей персонажа, подобно Тони Старку Роберта Дауни-младшего. Галь Гадот — это Чудо-женщина, а Чудо-женщина — это Галь Гадот». Она также высоко оценила интерпретацию Гадот Чудо-женщины как ту, в которой Гадот «абсолютно точно отражает непоколебимо позитивный взгляд персонажа на жизнь. Она — сила природы, которая верит в высшее благо; её убежденность в том, что она предназначена для спасения мира, сильнее, чем её щит, отражающий пули. Она искренняя, она весёлая, она — теплый источник энергии в основе фильма».
Однако в некоторых арабских странах, таких как Ливан и Катар, была некоторая негативная реакция, которая запретила «Чудо-женщину» из-за израильского гражданства Гадот. В других странах, таких как Тунис и Алжир, фильм был снят с фестивалей из-за гражданства Гадот и её военной службы. Сообщается, что Иордания также рассматривала возможность запрета, но уступила, поскольку для этого не было юридического прецедента.
В театральном релизе «Лиги справедливости» одним из самых больших критических замечаний в адрес фильма было сокращение роли Чудо-женщины и её предполагаемое объективация создателями фильма, особенно во время пересъёмок фильма. Кроме того, режиссёр «Чудо-женщины» Пэтти Дженкинс раскритиковала изображение Дианы в театральной версии, заявив, что это противоречит изображению персонажа в её фильме и версии «Лиги справедливости» Зака Снайдера. Арка и изображение Чудо-женщины в «Лиге справедливости Зака Снайдера» получили более положительные отзывы.
В фильме «Чудо-женщина 1984» Гадот снова получила похвалу за свою роль Чудо-женщины, хотя фильм получил неоднозначные отзывы. Мик Ласалль из «San Francisco Chronicle» похвалил Гадот, сказав: «Её игра здесь обладает достоинством и вызывает эмоции», и назвал её лучшей вещью в фильме, а также что «Она была лучшей вещью и в первой части, но это был превосходный фильм. Этот — нет». Кроме того, решение Дианы заняться сексом со Стивом Тревором, который на самом деле обладал телом другого мужчины, было предметом споров.

### Награды
Гадот получила множество номинаций и наград за роль Дианы Принс.
| Год                                 | Фильм                                             | Награда                                                                | Категория                                        | Результат | Прим.  |
| ----------------------------------- | ------------------------------------------------- | ---------------------------------------------------------------------- | ------------------------------------------------ | --------- | ------ |
| 2016                                | «Бэтмен против Супермена: На заре справедливости» | Американо-китайский кинофестиваль                                      | Самая популярная актриса США в Китае             | Победа    | [ 56 ] |
| 2016                                | «Бэтмен против Супермена: На заре справедливости» | Выбор критиков                                                         | Лучшая актриса в экшн-фильме                     | Номинация | [ 57 ] |
| 2016                                | «Бэтмен против Супермена: На заре справедливости» | Teen Choice Awards                                                     | Choice Movie: Breakout Star                      | Номинация | [ 58 ] |
| 2016                                | «Бэтмен против Супермена: На заре справедливости» | Teen Choice Awards                                                     | Choice Movie: Scene Stealer                      | Номинация | [ 58 ] |
| 2016                                | «Бэтмен против Супермена: На заре справедливости» | Премия Кружка женщин-кинокритиков                                      | Лучшая актриса в экшн-фильме                     | Номинация | [ 59 ] |
| 2017                                | «Чудо-женщина»                                    | Общество кинокритиков Детройта                                         | Прорыв                                           | Номинация | [ 60 ] |
| 2017                                | «Чудо-женщина»                                    | Премия Национального совета кинокритиков США                           | Spotlight Award                                  | Победа    | [ 61 ] |
| 2017                                | «Чудо-женщина»                                    | Ассоциация кинокритиков Северного Техаса                               | Лучшая актриса                                   | Номинация | [ 62 ] |
| 2017                                | «Чудо-женщина»                                    | Teen Choice Awards                                                     | Choice Movie: Поцелуй (вместе с Крисом Пайном)   | Номинация | [ 63 ] |
| 2017                                | «Чудо-женщина»                                    | Teen Choice Awards                                                     | Choice Movie: Актриса экшна                      | Победа    | [ 63 ] |
| 2017                                | «Чудо-женщина»                                    | Teen Choice Awards                                                     | Choice Summer: Актриса                           | Номинация | [ 63 ] |
| 2017                                | «Чудо-женщина»                                    | Teen Choice Awards                                                     | Choice Movie: Роман (вместе с Крисом Пайном)     | Номинация | [ 63 ] |
| 2018                                | «Чудо-женщина»                                    | «Юпитер»                                                               | Лучшая международная актриса                     | Победа    | [ 64 ] |
| 2018                                | «Чудо-женщина»                                    | MTV Movie & TV Awards                                                  | Лучший бой (Чудо-женщина против немецких солдат) | Победа    | [ 65 ] |
| 2018                                | «Чудо-женщина»                                    | MTV Movie & TV Awards                                                  | Лучший герой                                     | Номинация | [ 66 ] |
| 2018                                | «Чудо-женщина»                                    | Международный кинофестиваль в Палм-Спрингс                             | Восходящая звезда — актриса                      | Победа    | [ 67 ] |
| 2018                                | «Чудо-женщина»                                    | Кинофестиваль в Санта-Барбаре                                          | Премия Virtuosos                                 | Победа    | [ 68 ] |
| 2018                                | «Чудо-женщина»                                    | Премия «Сатурн»                                                        | Лучшая актриса                                   | Победа    | [ 69 ] |
| 2018                                | «Лига справедливости»                             | Teen Choice Awards                                                     | Choice Movie: Актриса экшна                      | Номинация | [ 70 ] |
| 2020                                | «Чудо-женщина 1984»                               | Премия критиков Jay Entertainment                                      | Лучшая актриса                                   | Победа    |        |
| 2021                                | «Чудо-женщина 1984»                               | Премия Entretenews                                                     | Лучшая актриса                                   | Победа    |        |
| Лучшая героина                      | «Чудо-женщина 1984»                               | Победа                                                                 |                                                  |           |        |
| Премия Cape & Castle                | «Чудо-женщина 1984»                               | Лучшая актриса года                                                    | Победа                                           |           |        |
| Премия Golden Tomato                | «Чудо-женщина 1984»                               | Любимая актриса года                                                   | Номинация                                        |           |        |
| Премия Jupiter                      | «Чудо-женщина 1984»                               | Лучшая международная актриса                                           | Победа                                           |           |        |
| Kids' Choice Awards                 | «Чудо-женщина 1984»                               | Любимая актриса                                                        | Номинация                                        | [ 71 ]    |        |
| Kids' Choice Awards                 | «Чудо-женщина 1984»                               | Любимый супергерой                                                     | Победа                                           | [ 71 ]    |        |
| MTV Movie & TV Awards               | «Чудо-женщина 1984»                               | Лучший герой                                                           | Номинация                                        |           |        |
| Премия Series Em Cena               | «Чудо-женщина 1984»                               | Лучшая актриса                                                         | Победа                                           |           |        |
| Alpha Pro Awards                    | «Чудо-женщина 1984»                               | Лучшая актриса в супергеройском фильме                                 | Победа                                           |           |        |
| Alpha Pro Awards                    | «Чудо-женщина 1984»                               | Лучшая героина                                                         | Победа                                           |           |        |
| Alpha Pro Awards                    | «Чудо-женщина 1984»                               | Лучший супергерой                                                      | Победа                                           |           |        |
| Comic Book Film Awards              | «Чудо-женщина 1984»                               | Лучшая актриса                                                         | Ожидается                                        |           |        |
| Премия Comic Book Film              | «Чудо-женщина 1984»                               | Лучший герой                                                           | Ожидается                                        |           |        |
| «Лига справедливости Зака Снайдера» | MTV Movie & TV Awards                             | Лучший бой (Финальный бой между Лигой справедливости и Степным Волком) | Номинация                                        | [ 72 ]    |        |
| «Лига справедливости Зака Снайдера» | 2022                                              | Critics' Choice Super Awards                                           | Лучшая актриса в супергеройском фильме           | Номинация | [ 73 ] |

## Комментарии
1. ↑  Как показано во флэшбэках фильма 2017 года «Чудо-женщина».
2. ↑  Как показано в начальной сцене фильма 2020 года «Чудо-женщина 1984».
3. ↑  Как показано в фильме 2016 года «Бэтмен против Супермена: На заре справедливости».
4. ↑  Как показано в начальной и заключительной сценах фильма 2017 года «Чудо-женщина».